# Eulitopus carreti
Eulitopus carreti är en skalbaggsart som beskrevs av Pierre Lepesme och Stefan von Breuning 1956. Eulitopus carreti ingår i släktet Eulitopus och familjen långhorningar. Inga underarter finns listade i Catalogue of Life.